# Ganeixa

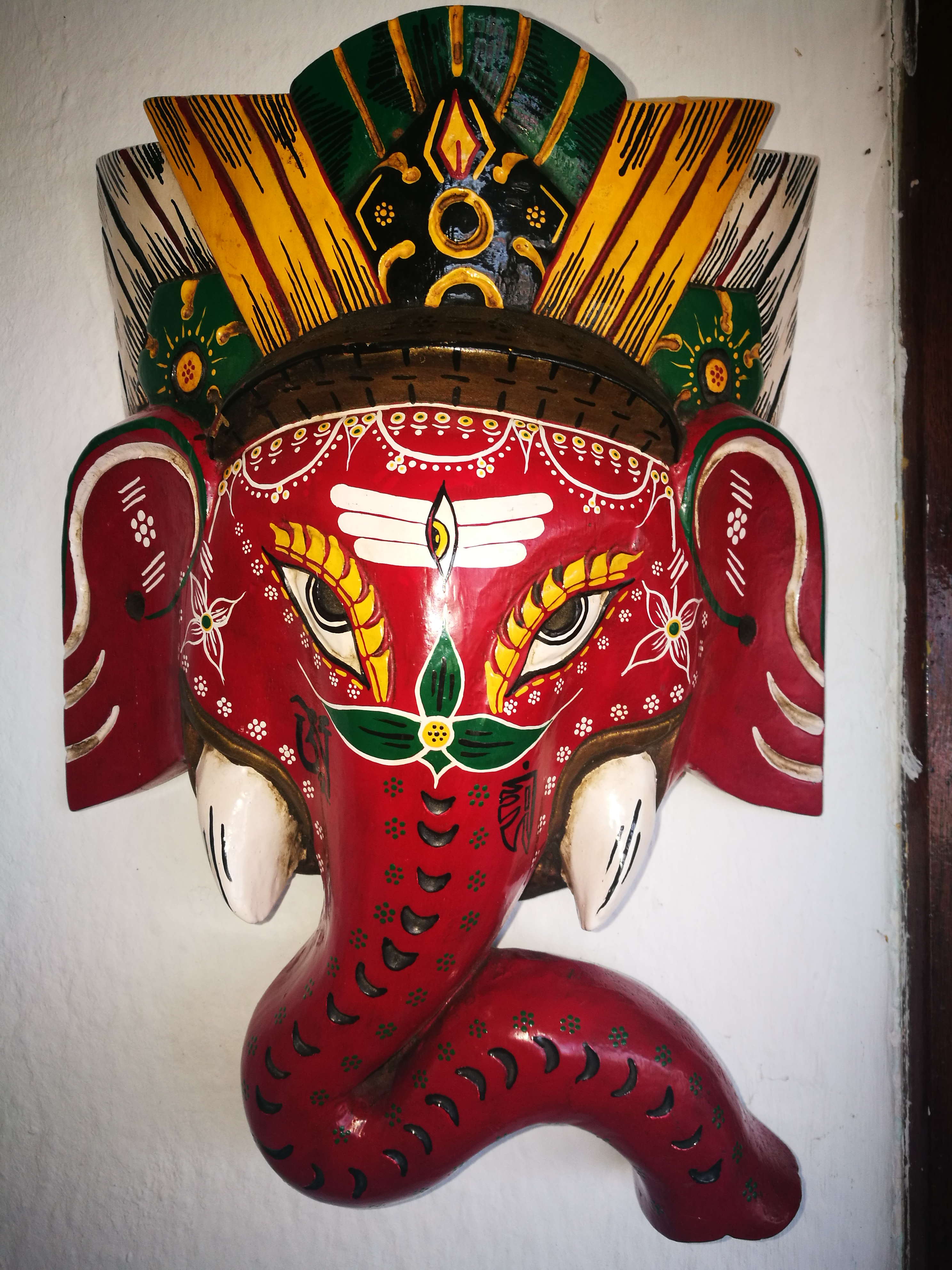
Màscara de Ganeixa

Ganeixa (en sànscrit गणेश, Gaṇeśa, també transcrit Ganeśa o Ganesha) o Ganeix (Ganeś o Ganesh), també anomenat Ganapati (गणपति, Gaṇapati), Vinayaka (विनायक, Vināyaka) i Pilaiyar, és una de les divinitats més conegudes i venerades del panteó hindú. Representa la saviesa i té un cos d'home panxut, un cap d'elefant mancat d'un ullal i quatre braços. És venerat com a portador de bona sort i per la seva capacitat de resoldre els problemes.
Segons la mitologia índia, és fill de Xiva i Pàrvati. Com que la segona volia tenir un fill, li ho va demanar a Xiva i li va agafar la roba i la va embolicar. A dins va aparèixer un nadó. Pàrvati estava contenta, però, en un atac d'enveja, Xiva va enviar un raig mortal amb el seu ull frontal i li va llevar el cap. Més tard, penedit, va buscar de pressa quin cap hi havia disponible a la vora i li va posar el d'un elefant al qual li faltava un ullal.
La devoció a Ganesha està àmpliament difosa i s'estén a jainistes i budistes i inclou el Nepal, les Filipines, Bangla Desh, Sri Lanka, Indonèsia (Java), Tailàndia, Myanmar, Xina i Japó i a països amb grans poblacions ètniques hindús índies, com ara els Estats Units, el Regne Unit, Canadà, Austràlia, Nova Zelanda, Països Baixos, Fiji, Guyana, Malàisia, Maurici, Singapur, Sud-àfrica, Surinam i Trinitat i Tobago.
Ganesha ha estat representat amb el cap d'un elefant des de les primeres etapes de la seva aparició a l'art indi. Els mites purànics proporcionen moltes explicacions de com va aconseguir el seu cap d'elefant. Una de les seves formes populars, Heraṃba-gaṇapati, té cinc caps d'elefant, i es coneixen altres variacions menys comunes en el nombre de caps. Si bé alguns textos diuen que Ganesha va néixer amb un cap d'elefant, en la majoria de les històries el cap l'adquireix més tard. El motiu més recurrent d'aquestes històries és que Ganesha va ser creat per Pàrvati utilitzant argila per protegir-la i Xiva el va decapitar quan Ganesha es va interposar entre Xiva i Pàrvati. Aleshores, Xiva va substituir el cap original de Ganesha pel d'un elefant. Els detalls de la batalla i d'on prové el cap de substitució varien d'una font a una altra. Una altra història diu que Ganesha va ser creat directament per la rialla Xiva. Com que Xiva va considerar a Ganesha massa atractiu, li va donar el cap d'un elefant i un ventre sobresortint.
El nombre de braços de Ganesha varia; les seves formes més conegudes tenen entre dos i setze braços.
A la majoria de les representacions consta d'una figura antropomòrfica amb cap d'elefant i quatre braços (poden arribar fins a 16), en els quals porta elements que poden variar segons la representació. Generalment alguns d'aquests elements poden ser els següents:
- la soga (pasha): per, capturant l'error, ajudar a arribar a metes més altes i espirituals,
- la destral (parashu) : per trencar els lligams terrenals, i per tant, suprimir l'agitació i la tristesa,
- un pastisset dolç (laddu, modaka o en un bol, modaka-patra): s'utilitza com a recompensa per la recerca espiritual,
- una massa d'or decorada: representa l'autocontrol,
- una agullada per elefant (ankusha) simbolitza el seu control sobre el món,
- una garlanda per resar (mâlâ): fet de 50 elements representant les 50 lletres de l'alfabet sànscrit,
- un trompa de cargol: amb el qual alegra els sons dels seus devots,
- un tros d'ullal (d'on prové el seu altre nom Ekadanta): li serveix de ploma per escriure el Majabhárata, dictat pel savi Viasa,
- una mà estesa (varadá mudrá): com a gest de benedicció per distribuir gràcia als seus devots.

El seu vehicle (vahana) és una rata, animal conegut pels hindús pel seu seny.